# Cicindela marginipennis
Cicindela marginipennis este o specie de insecte coleoptere descrisă de Pierre François Marie Auguste Dejean în anul 1831. Cicindela marginipennis face parte din genul Cicindela, familia Carabidae. A fost clasificată de IUCN ca specie cu risc scăzut. Această specie nu are alte subspecii cunoscute.